# Стойчо Бресковски
Стойчо Василев Бресковски е български палеонтолог и геолог.

## Биография
Роден е на 25 декември 1934 година в село Гранит, Старозагорско, в семейството на учителите Васил Стойчев Бресковски (1902 – 1978) и Параскева Неделчева Бресковска (по баща Славова) (1906 – 1988). Основното и средното си образование получава в Пловдив, където завършва IV смесено средно училище през 1953 година. През 1958 година завършва геология в Софийския университет „Климент Охридски“ с дипломна работа на тема: „Бележки върху геологията в околностите на село Кладоруб, Белоградчишко“.
Работи в екип, изготвящ подробна геоложка карта на България. Става известен с изследванията си на фауната от долната креда и идентифицира нови семейства, родове и видове амонити. На 1 юли 1974 г. защитава дисертация на тема: „Биостратиграфия на баремския етаж в част от Североизточна България“.
От 1974 до 1995 година е куратор на палеонтологичната сбирка на Националния природонаучен музей. Има съществен принос при създаването и подреждането на експозицията „Палеонтология“ в същия музей. Участва и в уреждането, обогатяването и подреждането на експозицията на Музея по палеонтология и исторична геология при специалност „Геология“ в Софийския университет. Допринася и за палеонтоложките музейни колекции на градовете Шумен, Елена, Разград и Русе. От 2001 до смъртта си работи в Музея по палеонтология и исторична геология на Софийския университет „Свети Климент Охридски“.
Стойчо Бресковски умира на 15 януари 2004 година в София.
В негова чест са наименовани род и няколко вида кредни амонити.

## Избрани публикации
- Стойков, Стефан; Бресковски, Стойчо. Плиоценът в част от Силистренско //  Годишник на Софийския университет. Геолого-географски факултет. Книга 1 - Геология; Annuaire de l'Universite de Sofia. Faculte de geologie et geographie. Livre 1 - Geologie 59 (1).   1966. с. 69-78. Посетен на 28  август 2024.

- Амонити от колекцията на Стойчо Бресковски, изложени в Музея по палеонтология и исторична геология на Софийския университет „Свети Климент Охридски“
- en: Eleniceras nikolovi sp. nov., долен хотрив, Руховци, Еленско
- Eleniceras stevrecensis sp. nov., долен хотрив, Стеврек, Еленско
- Eleniceras stevrecensis sp. nov., долен хотрив, Стеврек, Еленско
- Eleniceras tchechitevi sp.n., долен хотрив, Стеврек, Варненско
- Barremites cassidoides (Uhlig), горен барем, Брестак, Варненско
- Barremites charrierianus (d'Orbigny), долен барем, Брестак, Варненско
- Holcodiscus brestakensis sp.n., барем, Брестак, Варненско
- Holcodiscus bulgaricus sp.n., барем, Недоклан, Разградско